# لیندا کارتر
لیندا کارتر (انگلیسی: Lynda Carter؛ زادهٔ ۲۴ ژوئیهٔ ۱۹۵۱) یک هنرپیشه، و خواننده اهل ایالات متحده آمریکا است. وی از سال ۱۹۶۸ میلادی تاکنون مشغول فعالیت بوده‌است.